# Perdicule rousse-gorge
Perdicula asiatica
Espèce
Statut de conservation UICN

 LC  : Préoccupation mineure
La Perdicule rousse-gorge (Perdicula asiatica) est une espèce d'oiseaux de la famille des Phasianidae.

## Distribution
Cette perdicule se rencontre dans pratiquement toute l’Inde, jusqu’au Cachemire et au Sri Lanka, dans les zones les plus sèches de l’île.

## Sous-espèces
Cinq sous-espèces sont reconnues, et toutes intergradent entre elles. Les différences reposent sur l’intensité des colorations du plumage et des barres noires sur la poitrine.
- P. a. asiatica  (Latham, 1790) est la forme nominative qui occupe le centre de l’Inde.
- P. a. punjaubi  Whistler, 1939 est plus pâle que la forme nominative et plus finement barrée sur les parties inférieures. Elle occupe le nord ouest de l’Inde.
- P. a. vidali  Whistler & Kinnear, 1936 vit sur la côte sud ouest de l’Inde. La teinte générale est plus rouge. Les barres de la poitrine sont plus larges.
- P. a. ceylonensis  Whistler & Kinnear, 1936 se rencontre au Sri Lanka. Elle est plus foncée.
- P. a. vellorei  Abdulali & Reuben, 1965 a été décrite pour une forme vivant dans l’intérieur du Timul Nadu, dans le  sud-est de l’inde, mais elle n’est pas reconnue actuellement.

## Habitat
Cette perdicule affectionne les forêts décidues claires, les savanes pierreuses et les jungles arbustives, pourvu qu’elles soient sèches. On la trouve du niveau de la mer jusqu’à 1 200 m, voire 1 500 m dans le sud de l’Inde (Hennache & Ottaviani 2011).

## Mœurs
Cette espèce vit en compagnies lâches de 5 à 20 oiseaux qu’il est possible d’observer le long des pistes ou dans les savanes arbustives . En cas d’alerte ils préfèrent courir dans les hautes herbes que de s’envoler. En dernier ressort, ils s’envolent bruyamment, presque dans les pieds de l’observateur, et se dispersent dans toutes les directions avant de se reposer rapidement et de se réunir à nouveau  grâce aux petits cris de contacts qu’ils émettent (Ali & Ripley 1978).

## Alimentation
La nourriture consiste en pousses herbacées, en graines et petits insectes dont des termites que les perdicules prélèvent  collectivement dans la strate herbacée (Hennache & Ottaviani 2011).

## Voix
Le chant du mâle est haché, ressemblant à un caquettement chi-chii-chack, chi-chii-chack. Le cri de ralliement  et de contact entre les individus d’une compagnie est un doux sifflement whi-whi-whi-whi-whi-whi.

## Nidification
Cette espèce est normalement monogame bien que des cas de bigamies aient été signalés. La nidification peut avoir lieu à toute époque de l’année ; elle  se situe en fin de saison des pluies. Le nid est une dépression creusée à la base d’une touffe d’herbe et délimitée par quelques débris végétaux. La femelle incube seule mais le mâle monte la garde et participe à la conduite des jeunes (Hennache & Ottaviani 2011).

## Statut, conservation
Cette perdicule est très répandue à travers l’Inde, où elle est localement commune si les pratiques agricoles n’ont pas trop modifié le paysage. Elle est assez rare au Sri Lanka où elle se trouve surtout dans le sud-est de l’île dans les monts Uva (Henry 1998)